# Marc Dufour (homme d'affaires)
Pour les articles homonymes, voir Marc Dufour.
Marc Dufour, né[Où ?] le 22 septembre 1955, est un dirigeant d'entreprise et homme politique français. 

## Biographie
Il a été président-directeur général de la compagnie aérienne Air Littoral puis président du directoire de la compagnie maritime SNCM.
Il a été président de la fédération Mouvement démocrate (MoDem) de l'Hérault jusqu'à sa suspension du parti en 2010, président du groupe « Centriste-Modem-Parti Radical de Gauche » au conseil municipal de Montpellier, adjoint au maire dans la municipalité PS-PCF-PRG-Modem de la ville de Montpellier et conseiller communautaire de Montpellier-Agglomération. 

### Études et formation
- 1978 : maîtrise de sciences de gestion, université de Montpellier
- 1979 : DEA de droit et d'économie des entreprises ; 3e cycle à l'université Montpellier 1[3]
- 1980 - 1981 : préparation d’une thèse sur l'économie du transport aérien régional[3]

### Activités professionnelles
En 1978, il est ingénieur-consultant puis dirigeant de la société Logistair SA, entreprise conseil spécialisée dans le secteur aéronautique.
En 1979, il devient cadre financier au sein de la compagnie aérienne Air Littoral. Il est nommé successivement directeur financier (1980), secrétaire général (1983) et directeur général (1985).
De 1992 à 2000, il est président-directeur-général d'Air Littoral. Il démissionne de son poste en mai 2000. Durant cette période, l’effectif de la compagnie évolue de 40 à plus de 2 000 salariés. Son chiffre d’affaires atteint 300 millions d’euros. 
En 2001, il revient aux commandes d'Air littoral. L'entreprise dépose son bilan en 2004. Selon le journal Les Échos, il a laissé « des souvenirs mitigés aux anciens salariés ».
Depuis 2001, il dirige une structure de conseil, MD Conseil, administrateur de plusieurs entreprises régionales.
De 2010 à 2014, il est membre puis président du directoire de la compagnie maritime SNCM. En mai 2014, il est débarqué par le conseil de surveillance de l'entreprise et remplacé par Olivier Diehl,,.
Le 1er janvier 2017, il reprend les rênes du Marché d'intérêt national (MIN) des Arnavaux à Marseille.

### Autres activités
- 1988 - 2003 : président-fondateur de l'École supérieure de l'aéronautique
- 1990 - 2000 : conseiller de la Banque de France Languedoc-Roussillon
- 1994 - 1997 : président de l'Institut des sciences de l'entreprise et du management (ISEM), deuxième et troisième cycle de formation de gestion à l'université Montpellier 1
- 2000 - 2004 : président de Languedoc-Roussillon Prospection, commissariat à la Délégation à l'aménagement du territoire et à l'action régionale en région. Cette structure, dépendant de la DATAR et du Conseil régional, a pour but le développement économique et l'implantation d’entreprises sur la région. Elle œuvre également à la mise en place d’une politique de pôles de compétitivité au niveau régional.

### Carrière politique
En 2004, il est tête de la liste UDF aux élections régionales dans la région Languedoc-Roussillon, il refuse cependant la fusion au second tour avec la liste UMP conduite par Jacques Blanc.
De 2004 à 2010, il est président de la fédération départementale UDF, puis MoDem de l'Hérault, membre du bureau politique national et du conseil national du MoDem.
En 2007, candidat aux Élections législatives françaises de 2007, dans la première circonscription de l'Hérault, il recueille 7,60 % des suffrages exprimés, en troisième position derrière Jacques Domergue (UMP) et Michel Guibal (PS) : il ne donne aucune consigne de vote.
En 2008, en tant que représentant du MoDem, il rejoint la liste PS-PCF-PRG-MoDem de la maire sortante Hélène Mandroux lors de l'élection municipale à Montpellier : il est élu adjoint au maire.
En 2009, candidat sur la liste MoDem aux élections européennes, dans la circonscription Sud-Ouest, il n'est pas élu.
En 2012, en tant qu'élu local ModDem, il appelle à voter pour François Hollande au deuxième tour de l'élection présidentielle.

## Décoration
- Médaille de l'Aéronautique, remise par le ministre des Transports, Jean-Claude Gayssot, en 1999